# Los Ronaldos
Los Ronaldos é um grupo espanhol de música rock surgido na década de 1980 e liderado por Coque Malla. A banda nasceu em pleno o fervor do movimento artístico contracultural ocorrido em Madrid naquela década, a Movida Madrileña, sendo um dos grupos nacionais que definiram o som da música espanhola dos anos oitenta.

## Discografia
- Los Ronaldos (1987)
- Saca la lengua (1988)
- Sabor salado (1990)
- Cero (1992)
- Idiota (1994)
- Quiero que estemos cerca (1996)
- Guárdalo con amor (2005)
- 4 Canciones (2007)
- La bola extra (2008)